# Шандор Шварц
Александру "Шандор" Шварц (рум. Alexandru "Sándor" Schwartz, 18 січня 1909, Тиргу-Муреш, Румунія — 1 січня 1994) — румунський футболіст, що грав на позиції нападника, зокрема, за клуб «Ріпенсія», а також національну збірну Румунії.
Чотириразовий чемпіон Румунії. Дворазовий володар Кубка Румунії. 

## Клубна кар'єра
У дорослому футболі дебютував 1925 року виступами за команду «Уніря» (Алба-Юлія), в якій провів один сезон. 
Згодом з 1926 по 1930 рік грав у складі команд «Арад», АМЕФ (Арад) та «Сегед».
Своєю грою за останню команду привернув увагу представників тренерського штабу клубу «Ріпенсія», до складу якого приєднався 1930 року. Відіграв за тімішоарську команду наступні дев'ять сезонів своєї ігрової кар'єри. За цей час чотири рази виборював титул чемпіона Румунії, ставав володарем Кубка Румунії (двічі).
Завершив професійну ігрову кар'єру у клубі «Мінерул» (Лупені), за команду якого виступав протягом 1939—1940 років. Всього зіграв 102 матчі, забив 54 голи.

## Виступи за збірну
1932 року дебютував в офіційних матчах у складі національної збірної Румунії. Протягом кар'єри у національній команді, яка тривала 6 років, провів у її формі 10 матчів, забивши 8 голів..
Був присутній в заявці збірної на чемпіонаті світу 1934 року в Італії, але на поле не виходив.
Помер 1 січня 1994 року на 85-му році життя.

## Титули і досягнення
- Чемпіон Румунії (4):

«Ріпенсія»: 1932-1933, 1934-1935, 1935-1936, 1937-1938
- Володар Кубка Румунії (2):

«Ріпенсія»: 1933-1934, 1935-1936